# 이용희 (1811년)
이용희(李容熙, 1811년~?)는 조선 말의 무신으로 1866년 병인양요가 일어나자 훈련도감 중군을 이끌고 맞서 항전하다 성이 함락되자 정병을 거느리고 계속 수비를 하여 프랑스군을 물러나게했다.